# Pīyeh Daraq
Pīyeh Daraq (persiska: پيه درق, Pīleh Daraq, پيلِه دَرَق) är en ort i Iran.   Den ligger i provinsen Ardabil, i den nordvästra delen av landet, 500 km nordväst om huvudstaden Teheran. Pīyeh Daraq ligger 716 meter över havet och antalet invånare är 126.
Terrängen runt Pīyeh Daraq är lite bergig. Runt Pīyeh Daraq är det ganska tätbefolkat, med 70 invånare per kvadratkilometer. Närmaste större samhälle är Germī, 14,7 km väster om Pīyeh Daraq. Trakten runt Pīyeh Daraq består till största delen av jordbruksmark.